# Oospila rufiplaga
Oospila rufiplaga là một loài bướm đêm trong họ Geometridae.